# Лавіа
Лавіа (фін. Lavia) — громада в провінції Сатакунта, губернія Західна Фінляндія, Фінляндія . Загальна площа території — 357,75 км, з яких 36,62 км² — вода.

## Демографія
На 31 січня 2011 в громаді Лавіа проживали 2002 чоловік: тисячі два чоловіків і 1000 жінок.
Фінська мова є рідною для 99,25% жителів, шведський — для 0,25%. Інші мови є рідними для 0,5% жителів громади.
Віковий склад населення:
- до 14 років — 12,14%
- від 15 до 64 років — 59,84%
- від 65 років — 27,62%

Зміна чисельності населення за роками:  
| Рік  | Чисельність |
| ---- | ----------- |
| 1980 | 2864        |
| 1990 | 2705        |
| 2000 | 2370        |
| 2010 | 1994        |
| 2011 | 2002        |